# Badminton-Juniorenmeisterschaft von Hongkong
Badminton-Juniorenmeisterschaften von Hongkong werden bisher immer gemeinsam mit den Erwachsenen-Titelkämpfen ausgetragen.

## Sieger
| Jahr      | Herreneinzel       | Dameneinzel          | Herrendoppel                      | Damendoppel                        | Mixed                             |
| --------- | ------------------ | -------------------- | --------------------------------- | ---------------------------------- | --------------------------------- |
| 1972      |                    | Tang Ngan Har        |                                   | Tang Ngan Har Lina Chow            | Hassan Jnr. Wong Fung             |
| 1973 1991 | keine Daten        | keine Daten          | keine Daten                       | keine Daten                        | keine Daten                       |
| 1992      | Tam Kai Chuen      | Lam Hoi Yee          | Tam Lok Tin Shum Man Kong         | So Yuk Yee Lam Po Lin              | Cheung Tin Man Wong Fung Woon     |
| 1993      | Tam Kai Chuen      | Louisa Koon Wai Chee | Tam Lok Tin Tam Kai Chuen         | Lam Hoi Yee Louisa Koon Wai Chee   | Tam Kai Chuen Lam Hoi Yee         |
| 1994      | Choi Hon Man       | Yang Ching           | Fung Tak Ching Yau Chun Kit       | Yang Ching Jie Elyni               | -                                 |
| 1995      | Liu Kwok Wa        | Lam Hoi Yee          | Liu Kwok Wa Wong Hoi Yiu          | Yang Ching Chan Mei Mei            | Liu Kwok Wa Lam Hoi Yee           |
| 1996      | Ng Wei             | Yu Hiu Man           | Eric Lee Eddie Cheung             | Leung Mei Wah O Siu Tsang          | -                                 |
| 1997      | Cham Ka Ma         | Li Wing Mui          | Lee Yim Shing Cheng Tin Shing     | Cheng Hei Lam Fung Yuen Fong       | -                                 |
| 1998      | Wong Wai Keung     | Li Wing Mui          | Lam Sing Liu Kin Lone             | Leung Cheuk Yan Fung Man Lau       | -                                 |
| 1999      | Leung Wai Lee      | Cheung Sin Yee       | Lam Hoi Tak Yan Chun Yu           | Wong Man Sze Kwan Cheuk Ying       | Cheung Ho Wang Au Siu Po          |
| 2000      | Yu Kwong Wah       | Fung Ying            | Lim Yim Shing Fung Shin Kai       | Lee Wai Yin Yu Hiu Man             | -                                 |
| 2001      | Chan Yan Kit       | Ko Tsz Mei           | Hung Yuk Wong Yu Kwong Wah        | Ko Tsz Mei Lam Sin Ying            | -                                 |
| 2002      | Lian Siong Juh     | Janice Lau Chi Kay   | Tang Kwok Leung Ng Kwok Yat       | Chung Hai Chui Au Yeung Hung Ping  | -                                 |
| 2003      | Wong Wai Hong      | Kwan Cheuk Ying      | Wong Wai Hong Hui Wai Ho          | Kwan Cheuk Ying Janice Lau Chi Kay | Wong Wai Hong Wong Sin Yee        |
| 2004      | Chu Ming Yih       | Lam Sin Ying         | Shum Wai Ming Lam Shun Chuen      | Chan Tsz Ka Yeung Nga Ting         | Li Yim Shing Vera Choy            |
| 2005      | Wong Shu Ki        | Yeung Nga Ting       | Tong Tin Yau Kelvin Cai           | Wong Wing Sheung Liu Ka Yan        | Yau Yee Kin Cheung Ying Suep      |
| 2006      | Kelvin Cai         | Yeung Yik Kei        | Tam Kai Yeung Lam Ting Long       | Wong Wing Sheung Liu Ka Yan        | Lian Siong Juh Wong Ying Tung     |
| 2007      | Ng Ka Long         | Shek Hiu Yiu         | Calvin Tai Kar Wing Lee Yu Hin    | Shek Hiu Yiu Leung Kin Yan         | Kenneth Howard Lam Wong Ying Tung |
| 2008      | Lee Chun Hei       | Cindy Li             | Tong Chi Long Lee Chun Hei        | Lam Suet Ting Mok Ching Ho         | Ng Ka Long Cheung Ngan Yi         |
| 2009      | Dick Chan Long     | Tsang Wing Chiu      | Chan Tsz Yeung Wong Tsz Fung      | Wong Man Huen Cindy Li             | Kwong Oi Ki Tong Ka Kin           |
| 2010      | Wong Pak Ho        | Cheung Ying Mei      | Tang Ho Kan Kenneth Howard Lam    | Huang Wun Yan Chan Jin Si          | Chang Tak Ching Tsang Wing Chiu   |
| 2011      | Tang Ho Kan        | Chiong Hoi Yan       | Kwan Chun Sun Kwan Chun Hong      | Au Charing Tang Ho Lam             | Wong Pak Ho Ng Yan Lam            |
| 2012      | Lee Ying Yeung     | Ng Tsz Yau           | Yuen Pak Ho Chiu Yu Sum           | Chan Tsz Kei Leung Nok             | Yu Kwong Wah Lung Chui Chi        |
| 2013      | Chan Tsz Him       | Yeung Sum Yee        | Yuen Pak Ho Chan Tsz Him          | Mok Yeung Hei Cheng Wing Yee       | Wong Pak Ho Au Charing            |
| 2014      | Leung Wai Chun     | Choi Pui Yan         | Chan Tsz Him Li Siu Ho            | Leung Yuet Yee Yu Ho Yuet          | Leung Wai Chu Tang Ho Lam         |
| 2015      | Luu Kar Hon        | Lam Hei Tung         | Luu Kar Hon Aaron Tyrell          | Wong Hiu Ching Yeung Pui Lam       | Ho Koon Fung Ng Shiu Yee          |
| 2016      | Tang Hoi Kit       | Cheng Sin Yan        | Ho Koon Fung Lo Tsun Kiu          | Chan Yik Wun Cheng Hoi Kei         | Tang Hoi Kit Leung Nok            |
| 2017      | Cheng Long         | Ho Wan Yuet          | Li Shiu Fai Matthew Ng Chung Yan  | Chau Ka Hei Janet Lam Hiu Tung     | Chow Siu Kwan Lam Chun Tin        |
| 2018      | Wong Hing Long     | Yeung Sin Kiu        | Tsoi Tsun Hin Li Chin Kiu         | Ting Kei Yau Ng Tsz Ching          | Tang Ho Kan Yuen Lok Tsz          |
| 2019      | Wong Hing Long     | Ho Wan Yuet          | Lau Chun Hei Tung Chak Ming       | Chang Hang Yin Chan Wing Lam       | Chung Pok Hong Ho Wan Yuet        |
| 2020      | nicht ausgetragen  | nicht ausgetragen    | nicht ausgetragen                 | nicht ausgetragen                  | nicht ausgetragen                 |
| 2021      | Mai Yi             | Lok Kin Ching        | Wong Hing Long Hugo Pong Lap Hang | Law Hoi Tung Tan Sum Yi            | Yuen Wan Him Leung Ho Lam         |
| 2022      | Hugo Pong Lap Hang | Lo Sum Yee           | nicht ausgetragen                 | nicht ausgetragen                  | nicht ausgetragen                 |
| 2023      | Wong Man Hin       | Ip Sum Yau           | Lee Kin Hang Au Ling Fung         | Novel Choi Lok Siu Cheuk Ying      | Lau Chun Hei Law Hoi Lam          |